# Ibrahim Saidau
Ibrahim Saidau (biélorusse : Ібрагім Магамедсаідавіч Саідаў, russe : Ибрагим Магомедович Саидов, né le 9 mars 1985, est un lutteur libre russe naturalisé en 2014 biélorusse.

## Biographie
Il est médaillé de bronze aux Jeux olympiques d'été de 2016 à Rio de Janeiro en catégorie super lourds des moins de 125 kg

## Palmarès

### Championnats du monde
- Médaille de bronze dans la catégorie des moins de 125 kg en 2015 à Las Vegas